# Asociación Atlética La Viña
La Asociación Atlética La Viña es un club deportivo de la ciudad de San Salvador de Jujuy en la Provincia de Jujuy, Argentina. Fue fundado el 28 de febrero de 1960 como Club Social Cultural y Deportivo El Chañi, pero cambió a su denominación actual el 4 de mayo de 2018, siendo su nuevo nombre una connotación al barrio Bajo La Viña de San Salvador de Jujuy, donde se encuentra su sede social. Actualmente milita en la Liga Jujeña de Fútbol.

## Historia
Fue fundado el 28 de febrero de 1960 como Club Social  Cultural y Deportivo El Chañi.
En 2015 salió subcampeón de la Liga Jujeña, dándole la posibilidad al club de jugar el Torneo Federal C 2016. En su primera participación en torneos nacionales, finalizó primero en su grupo. Venció a Villa San Antonio en la Primera fase, pero cayó por 6-2 contra Sportivo Alberdi en la siguiente.
En 2018, cambió su nombre al actual. Ese mismo año, logró salir campeón por primera vez de la Liga Jujeña y en la Copa Jujuy llegó hasta los cuartos de final. Ese título hizo que ascienda al Torneo Regional Federal Amateur. En su participación, finalizó segundo, dándole la posibilidad de jugar la siguiente ronda, donde eliminó a Deportivo Tabacal, pero fue derrotado en la siguiente instancia por Talleres de Perico.

## Datos del club
- Temporadas en Primera División: 0.
- Temporadas en 2.ª:
  - Temporadas en Primera B Nacional: 0.
- Temporadas en 3.ª:
  - Temporadas en Torneo Federal A: 0.
- Temporadas en 4.ª:
  - Temporadas en Torneo Regional Federal Amateur: 1 (2019).
- Temporadas en 5.ª:
  - Temporadas en Torneo Federal C: 1 (2016).

### Clasificación

#### Temporadas
| Nivel | Categoría           | Temporadas | Debut | Última vez | Total |
| ----- | ------------------- | ---------- | ----- | ---------- | ----- |
| 1°    | Primera División    | 0          | -     | -          | 0     |
| 2°    | Primera B Nacional  | 0          | -     | -          | 0     |
| 3°    | Torneo Federal A    | 0          | -     | -          | 0     |
| 4°    | Torneo R. F. A.     | 1          | 2019  | -          | 1     |
| 5°    | Torneo del Interior | 1          | 2014  | 2014       | 1     |
| 5°    | Torneo Federal C    | 1          | 2016  | 2016       | 1     |

#### Desde 2014
| 2014 | Torneo del Interior | Primera fase | - |
| 2016 | Torneo Federal C    | Segunda fase | - |
| 2019 | Torneo R. F. A.     | Segunda fase | - |

### Plantel 2022
- Actualizado el 3 de febrero de 2022

## Estadio
El estadio de La Viña es el Estadio La Tablada, que pertenece a la Liga Jujeña de Fútbol. Tiene capacidad para 4.000 espectadores.

## Palmarés

### Torneos provinciales oficiales (1)
| Torneos locales oficiales   | Torneos locales oficiales | Torneos locales oficiales |
| Competición                 | Títulos                   | Subcampeonatos            |
| --------------------------- | ------------------------- | ------------------------- |
| Liga Jujeña de Fútbol (1/1) | 2018.                     | 2015.                     |